# Teresa de Cofrentes
Teresa de Cofrentes község Spanyolországban, Valencia tartományban. Teresa de Cofrentes Bicorp, Ayora, Cortes de Pallás, Jarafuel és Zarra községekkel határos. Lakosainak száma 605 fő (2024).

## Népesség
A település népessége az utóbbi években az alábbiak szerint változott:
| Lakosok száma | 675  | 661  | 698  | 727  | 654  | 620  | 631  | 636  | 615  | 605  |
|               | 2001 | 2004 | 2007 | 2009 | 2012 | 2014 | 2017 | 2019 | 2022 | 2024 |